# Liste der Rennfahrer, die von der Scuderia Ferrari im Rahmen der Formel-1-Weltmeisterschaft (seit 1950) eingesetzt wurden
Das Team:

Die Scuderia Ferrari (ital. „Rennstall Ferrari“) ist die Motorsportabteilung des Sportwagenherstellers Ferrari, die nach dem Firmengründer Enzo Ferrari benannt ist.

Als es nach dem Zweiten Weltkrieg 1950 mit der Einführung der Formel-1-Weltmeisterschaft wieder eine internationale Monoposto-Rennserie gab, war die Scuderia von Beginn an ein bedeutender Faktor. Sie ist seitdem das einzige Rennteam, das jede Formel-1-Saison bestritt.
Die Rennserie:

Die Formel 1 ist eine vom Automobil-Dachverband Fédération Internationale de l’Automobile (FIA) festgelegte Formelserie. Die teilnahmeberechtigten Teams konstruieren Fahrzeuge, die den Formel-1-Regeln entsprechen. Diese Autos treten im Rahmen der Formel-1-Weltmeisterschaft zu einer (pro Saison) vorher festgelegten Anzahl von Rennen weltweit auf verschiedensten Rennstrecken an. Am Ende der Saison wird der Fahrer mit den meisten Punkten Formel-1-Fahrerweltmeister und der Hersteller mit den meisten Punkten Konstrukteursweltmeister. Das erste zu der „neuen Formel-1-Weltmeisterschaft“ (nach dem WWII) zählende Rennen wurde am 13. Mai 1950 in Silverstone (England) als Großer Preis von Großbritannien ausgetragen.
Anmerkungen zur Tabelle:
- Die Auflistung nennt Rennfahrer, die von der Formel-1-Abteilung der Scuderia Ferrari seit 1950 eingesetzt wurden/werden, sowohl als „Stammfahrer“ (früher „Werksfahrer“), wie auch als reine Test- bzw. Ersatzpiloten.
- Fahrer, die in den 1950er- und 1960er-Jahren zu nicht zur Weltmeisterschaft zählenden Formel-1-Rennen antraten, sind gegenwärtig (Stand 04.2020) nicht berücksichtigt.
- Passagen, die mit (??) markiert sind, sind noch nicht abschließend verifiziert.
- var.* = Bis einschließlich 1973 wurden die Startnummern für jedes Rennen individuell vergeben.
- Reine „Privatfahrer“, die mit eigenen Fahrzeugen, oder Fahrer, die auf Ferrari-Rennwagen die von anderen Teams (in den 1950er- und 1960er-Jahren) eingesetzt wurden, antraten, sind gegenwärtig (Stand 04.2020) nicht berücksichtigt, oder mit (??) markiert.

| Jahr | Name                   | Land                   | eingesetzte Typen                                                     | Nr.   | Einsätze                                   | Platzierung                                    | Informationen                                                         |
| ---- | ---------------------- | ---------------------- | --------------------------------------------------------------------- | ----- | ------------------------------------------ | ---------------------------------------------- | --------------------------------------------------------------------- |
| 1950 | Ascari, Alberto        | Italien                | Ferrari 125F1 Ferrari 166F2 Ferrari 275F1 Ferrari 340F1 Ferrari 375F1 | var.* | 4 von insg. 7 Rennen                       | 5. im Endklassement                            |                                                                       |
| 1950 | Serafini, Dorino       | Italien                | Ferrari 125F1 Ferrari 166F2 Ferrari 275F1 Ferrari 340F1 Ferrari 375F1 | var.  | 1 von insg. 7 Rennen                       | 17. im Endklassement                           |                                                                       |
| 1950 | Sommer, Raymond        | Frankreich             | Ferrari 125F1 Ferrari 166F2 Ferrari 275F1 Ferrari 340F1 Ferrari 375F1 | var.  | 2 von insg. 7 Rennen                       |                                                | Privatfahrer / Startete auch für Talbot-Lago                          |
| 1950 | Villoresi, Luigi       | Italien                | Ferrari 125F1 Ferrari 166F2 Ferrari 275F1 Ferrari 340F1 Ferrari 375F1 | var.  | 3 von insg. 7 Rennen                       | – im Endklassement (0 Pt)                      |                                                                       |
| 1950 | Whitehead, Peter       | Vereinigtes Königreich | Ferrari 125F1 Ferrari 166F2 Ferrari 275F1 Ferrari 340F1 Ferrari 375F1 | var.  | 1 von insg. 7 Rennen                       | 12. im Endklassement                           | Privatfahrer (??) / Anmerkung 01                                      |
| 1951 | Ascari, Alberto        | Italien                | Ferrari 125F1 Ferrari 375F1                                           | var.  | 7 von insg. 8 Rennen                       | 2. im Endklassement                            |                                                                       |
| 1951 | González, José Froilán | Argentinien            | Ferrari 125F1 Ferrari 375F1                                           | var.  | 5 von insg. 8 Rennen                       | 3. im Endklassement                            |                                                                       |
| 1951 | Landi, Chico           | Brasilien              | Ferrari 125F1 Ferrari 375F1                                           | var.  | 1 von insg. 8 Rennen                       | – im Endklassement (0 Pt)                      | Privatfahrer (??)                                                     |
| 1951 | Parnell, Reginald      | Vereinigtes Königreich | Ferrari 125F1 Ferrari 375F1                                           | var.  |                                            |                                                | Startete auch für BRM / Privatfahrer                                  |
| 1951 | Taruffi, Piero         | Italien                | Ferrari 125F1 Ferrari 375F1                                           | var.  | 5 von insg. 8 Rennen                       | 6. im Endklassement                            |                                                                       |
| 1951 | Villoresi, Luigi       | Italien                | Ferrari 125F1 Ferrari 375F1                                           | var.  | 7 von insg. 8 Rennen                       | 5. im Endklassement                            |                                                                       |
| 1951 | Whitehead, Peter       | Vereinigtes Königreich | Ferrari 125F1 Ferrari 375F1                                           | var.  | 2 von insg. 8 Rennen                       | – im Endklassement (0 Pt)                      | Privatfahrer (??)                                                     |
| 1952 | Ascari, Alberto        | Italien                | Ferrari 375 Indianapolis Ferrari 500                                  | var.  | 7 von insg. 8 Rennen                       | 1. im Endklassement / Weltmeister              | Startete als einziger Werksfahrer in USA                              |
| 1952 | Farina, Giuseppe       | Italien                | Ferrari 375 Indianapolis Ferrari 500                                  | var.  | 7 von insg. 8 Rennen                       | 1. im Endklassement / Weltmeister              |                                                                       |
| 1952 | Taruffi, Piero         | Italien                | Ferrari 375 Indianapolis Ferrari 500                                  | var.  | 6 von insg. 8 Rennen                       | 3. im Endklassement                            |                                                                       |
| 1952 | Villoresi, Luigi       | Italien                | Ferrari 375 Indianapolis Ferrari 500                                  | var.  | 2 von insg. 8 Rennen                       | 7. im Endklassement                            |                                                                       |
| 1952 | Fischer, Rudolf        | Schweiz                | Ferrari 375 Indianapolis Ferrari 500                                  | var.  | 5 von insg. 8 Rennen                       | 4. im Endklassement                            | Privatfahrer (??) Start f. Ecurie Espandon                            |
| 1952 | Simon, André           | Frankreich             | Ferrari 375 Indianapolis Ferrari 500                                  | var.  | 2 von insg. 8 Rennen                       | – im Endklassement (0 Pt)                      |                                                                       |
| 1952 | Ascari, Alberto        | Italien                | Ferrari 375 Indianapolis Ferrari 500                                  | var.  | 7 von insg. 8 Rennen                       | 1. im Endklassement / Weltmeister              | Startete als einziger Werksfahrer in USA                              |
| 1952 | Farina, Giuseppe       | Italien                | Ferrari 375 Indianapolis Ferrari 500                                  | var.  | 7 von insg. 8 Rennen                       | 2. im Endklassement                            |                                                                       |
| 1952 | Taruffi, Piero         | Italien                | Ferrari 375 Indianapolis Ferrari 500                                  | var.  | 6 von insg. 8 Rennen                       | 3. im Endklassement                            |                                                                       |
| 1952 | Villoresi, Luigi       | Italien                | Ferrari 375 Indianapolis Ferrari 500                                  | var.  | 2 von insg. 8 Rennen                       |                                                |                                                                       |
| 1952 | Simon, André           | Frankreich             | Ferrari 375 Indianapolis Ferrari 500                                  | var.  | 2 von insg. 8 Rennen                       |                                                |                                                                       |
| 1953 | Ascari, Alberto        | Italien                | Ferrari 500                                                           | var.  | 8 von insg. 9 Rennen                       | 1. im Endklassement / Weltmeister              |                                                                       |
| 1953 | Farina, Giuseppe       | Italien                | Ferrari 500                                                           | var.  | 8 von insg. 9 Rennen                       | 3. im Endklassement                            |                                                                       |
| 1953 | Hawthorn, Mike         | Vereinigtes Königreich | Ferrari 500                                                           | var.  | 8 von insg. 9 Rennen                       | 4. im Endklassement                            |                                                                       |
| 1953 | Villoresi, Luigi       | Italien                | Ferrari 500                                                           | var.  | 8 von insg. 9 Rennen                       | 5. im Endklassement                            |                                                                       |
| 1953 | Maglioli, Umberto      | Italien                | Ferrari 553 Squalo                                                    | var.  | 1 von insg. 9 Rennen                       |                                                | Einsatz beim Letzten GP in ITA (Test unter Rennbed.??)                |
| 1953 | Carini, Piero          | Italien                | Ferrari 553 Squalo                                                    | var.  | 1 von insg. 9 Rennen                       |                                                | Einsatz beim Letzten GP in ITA (Test unter Rennbed.??)                |
| 1954 | Farina, Giuseppe       | Italien                | 625F1 553 (1954)                                                      | var.  | 2 von insg. 9 Rennen                       | 8. im Endklassement                            |                                                                       |
| 1954 | González, José Froilán | Argentinien            | 625F1 553 (1954)                                                      | var.  | 7 von insg. 9 Rennen                       | 2. im Endklassement                            |                                                                       |
| 1954 | Hawthorn, Mike         | Vereinigtes Königreich | 625F1 553 (1954)                                                      | var.  | 8 von insg. 9 Rennen                       | 3. im Endklassement                            |                                                                       |
| 1954 | Maglioli, Umberto      | Italien                | 625F1 553 (1954)                                                      | var.  | 3 von insg. 9 Rennen                       | 22. im Endklassement                           |                                                                       |
| 1954 | Trintignant, Maurice   | Frankreich             | 625F1 553 (1954)                                                      | var.  | 7 von insg. 9 Rennen                       | 4. im Endklassement                            |                                                                       |
| 1954 | Taruffi, Piero         | Italien                | 625F1 553 (1954)                                                      | var.  | 1 von insg. 9 Rennen                       | 26. im Endklassement (0 Pt.)                   |                                                                       |
|      | Ascari, Alberto        | Italien                |                                                                       | var.  | 1 von insg. 9 Rennen                       | 25. im Endklassement (inkl. Einsätze Maserati) | 1 Einsatz beim GP in ITA (??) - Restl. Saison bei Maserati            |
| 1955 | Trintignant, Maurice   | Frankreich             | Ferrari 555 Supersqualo                                               | var.  | XX von insg. 7 Rennen                      | 4. im Endklassement                            |                                                                       |
| 1955 | Farina, Giuseppe       | Italien                | Ferrari 555 Supersqualo                                               | var.  |                                            | 5. im Endklassement                            |                                                                       |
| 1955 | Frère, Paul            | Belgien                | Ferrari 555 Supersqualo                                               | var.  |                                            | 8. im Endklassement                            |                                                                       |
| 1955 | Maglioli, Umberto      | Italien                | Ferrari 555 Supersqualo                                               | var.  |                                            | 21. im Endklassement                           |                                                                       |
| 1956 | Fangio, Juan Manuel    | Argentinien            | Ferrari D50                                                           | var.  | 7 von insg. 8 Rennen                       | Weltmeister                                    |                                                                       |
| 1956 | Musso, Luigi           | Italien                | Ferrari D50                                                           | var.  | 4 von insg. 8 Rennen                       | 11. im Endklassement                           |                                                                       |
| 1956 | Gendebien, Olivier     | Belgien                | Ferrari D50                                                           | var.  | 2 von insg. 8 Rennen                       | 23. im Endklassement                           |                                                                       |
| 1956 | Castellotti, Eugenio   | Italien                | Ferrari D50                                                           | var.  | 7 von insg. 8 Rennen                       | 6. im Endklassement                            |                                                                       |
| 1956 | Collins, Peter         | Vereinigtes Königreich | Ferrari D50                                                           | var.  | 7 von insg. 8 Rennen                       | 3. im Endklassement                            |                                                                       |
| 1956 | Frère, Paul            | Belgien                | Ferrari D50                                                           | var.  | 1 von insg. 8 Rennen                       | 8. im Endklassement                            |                                                                       |
| 1956 | de Portago, Alfonso    | Spanien                | Ferrari D50                                                           | var.  | 4 von insg. 8 Rennen                       | 15. im Endklassement                           |                                                                       |
| 1956 | Pilette, André         | Belgien                | Ferrari D50                                                           | var.  | 1 von insg. 8 Rennen                       | – im Endklassement (0 Pt)                      | verunfallt beim Training Nürburgring                                  |
| 1957 | González, José Froilán | Argentinien            | Ferrari 801                                                           | var.  |                                            | 22. im Endklassement                           |                                                                       |
| 1957 | de Portago, Alfonso    | Spanien                | Ferrari 801                                                           | var.  |                                            | 21. im Endklassement                           |                                                                       |
| 1957 | Trintignant, Maurice   | Frankreich             | Ferrari 801                                                           | var.  |                                            | 13. im Endklassement                           |                                                                       |
| 1957 | Hawthorn, Mike         | Vereinigtes Königreich | Ferrari 801                                                           | var.  |                                            | 4. im Endklassement                            |                                                                       |
| 1957 | Musso, Luigi           | Italien                | Ferrari 801                                                           | var.  |                                            | 3. im Endklassement                            |                                                                       |
| 1957 | Collins, Peter         | Vereinigtes Königreich | Ferrari 801                                                           | var.  |                                            | 9. im Endklassement                            |                                                                       |
| 1957 | von Trips, Wolfgang    | Deutschland            | Ferrari 801                                                           | var.  |                                            | 14. im Endklassement                           |                                                                       |
| 1957 | Perdisa, Cesare        | Italien                | Ferrari 801                                                           | var.  |                                            | – im Endklassement (0 Pt)                      |                                                                       |
| 1958 | Hawthorn, Mike         | Vereinigtes Königreich | Ferrari Dino 246F1                                                    | var.  |                                            | Weltmeister                                    |                                                                       |
| 1958 | Musso, Luigi           | Italien                | Ferrari Dino 246F1                                                    | var.  |                                            | 8. im Endklassement (postum)                   |                                                                       |
| 1958 | Collins, Peter         | Vereinigtes Königreich | Ferrari Dino 246F1                                                    | var.  |                                            | 5. im Endklassement (postum)                   |                                                                       |
| 1958 | von Trips, Wolfgang    | Deutschland            | Ferrari Dino 246F1                                                    | var.  |                                            | 11. im Endklassement                           |                                                                       |
| 1958 | Hill, Phil             | Vereinigte Staaten     | Ferrari Dino 246F1                                                    | var.  |                                            | 10. im Endklassement                           |                                                                       |
| 1959 | Brooks, Tony           | Vereinigtes Königreich | Ferrari Dino 246F1                                                    | var.  |                                            | 2. im Endklassement                            | (inkl. Einsätze für Vanwall)                                          |
| 1959 | Hill, Phil             | Vereinigte Staaten     | Ferrari Dino 246F1                                                    | var.  |                                            | 4. im Endklassement                            |                                                                       |
| 1959 | Gurney, Dan            | Vereinigte Staaten     | Ferrari Dino 246F1                                                    | var.  |                                            | 7. im Endklassement                            |                                                                       |
| 1959 | Gendebien, Olivier     | Belgien                | Ferrari Dino 246F1                                                    | var.  |                                            | 15. im Endklassement                           |                                                                       |
| 1959 | Allison, Cliff         | Vereinigtes Königreich | Ferrari Dino 246F1                                                    | var.  |                                            | 17. im Endklassement                           |                                                                       |
| 1959 | Behra, Jean            | Frankreich             | Ferrari Dino 246F1                                                    | var.  |                                            | 18. im Endklassement                           |                                                                       |
| 1960 | Allison, Cliff         | Vereinigtes Königreich | Ferrari Dino 246F1                                                    | var.  |                                            | 13. im Endklassement                           |                                                                       |
| 1960 | von Trips, Wolfgang    | Deutschland            | Ferrari Dino 246F1                                                    | var.  |                                            | 7. im Endklassement                            |                                                                       |
| 1960 | Hill, Phil             | Vereinigte Staaten     | Ferrari Dino 246F1                                                    | var.  |                                            | 5. im Endklassement                            |                                                                       |
| 1960 | Ginther, Richie        | Vereinigte Staaten     | Ferrari Dino 246F1                                                    | var.  |                                            | 8. im Endklassement                            |                                                                       |
| 1960 | Mairesse, Willy        | Belgien                | Ferrari Dino 246F1                                                    | var.  |                                            | 16. im Endklassement                           |                                                                       |
| 1961 | Hill, Phil             | Vereinigte Staaten     | Ferrari 156                                                           | var.  | Rennen 1–7                                 | Weltmeister                                    |                                                                       |
| 1961 | von Trips, Wolfgang    | Deutschland            | Ferrari 156                                                           | var.  | Rennen 1–7                                 | Vizeweltmeister (postum)                       |                                                                       |
| 1961 | Ginther, Richie        | Vereinigte Staaten     | Ferrari 156                                                           | var.  | Rennen 1–7                                 | 5. im Endklassement                            |                                                                       |
| 1961 | Gendebien, Olivier     | Belgien                | Ferrari 156                                                           | var.  | Rennen 3                                   | 14. im Endklassement                           |                                                                       |
| 1961 | Mairesse, Willy        | Belgien                | Ferrari 156                                                           | var.  | Rennen 6                                   | – im Endklassement (0 Pt)                      |                                                                       |
| 1961 | Rodriguez, Ricardo     | Mexiko                 | Ferrari 156                                                           | var.  | Rennen 7                                   | – im Endklassement (0 Pt)                      |                                                                       |
| 1962 | Hill, Phil             | Vereinigte Staaten     | Ferrari 156                                                           | var.  |                                            | 6. im Endklassement                            |                                                                       |
| 1962 | Baghetti, Giancarlo    | Italien                | Ferrari 156                                                           | var.  |                                            | 11. im Endklassement                           | Einziger „Debüt-Sieger“ der F1                                        |
| 1962 | Bandini, Lorenzo       | Italien                | Ferrari 156                                                           | var.  |                                            | 12. im Endklassement                           |                                                                       |
| 1962 | Rodriguez, Ricardo     | Mexiko                 | Ferrari 156                                                           | var.  |                                            | 13. im Endklassement                           |                                                                       |
| 1962 | Mairesse, Willy        | Belgien                | Ferrari 156                                                           | var.  |                                            | 14. im Endklassement                           |                                                                       |
| 1963 | Surtees, John          | Vereinigtes Königreich | Ferrari 156                                                           | var.  | Rennen 1–10                                | 4. im Endklassement                            | Bei Karriereende 30 Rennen für Ferrari                                |
| 1963 | Bandini, Lorenzo       | Italien                | Ferrari 156                                                           | var.  | Rennen 4–10                                | 10. im Endklassement (inkl. Einsätze für BRM)  |                                                                       |
| 1963 | Scarfiotti, Ludovico   | Italien                | Ferrari 156                                                           | var.  | Rennen 3–4                                 | 17. im Endklassement                           |                                                                       |
| 1964 | Surtees, John          | Vereinigtes Königreich | Ferrari 156 Ferrari 158                                               | var.  | Rennen 1–10                                | Weltmeister                                    |                                                                       |
| 1964 | Bandini, Lorenzo       | Italien                | Ferrari 156 Ferrari 158                                               | var.  | Rennen 1–10                                | 4. im Endklassement                            |                                                                       |
| 1964 | Rodriguez, Pedro       | Mexiko                 | Ferrari 156 Ferrari 158                                               | var.  | Rennen 10                                  | 19. im Endklassement                           |                                                                       |
| 1965 | Surtees, John          | Vereinigtes Königreich | Ferrari 158                                                           | var.  | Rennen x–x                                 | 5. im Endklassement                            |                                                                       |
| 1965 | Bandini, Lorenzo       | Italien                | Ferrari 158                                                           | var.  | Rennen x–x                                 | 6. im Endklassement                            |                                                                       |
| 1965 | Rodriguez, Pedro       | Mexiko                 | Ferrari 158                                                           | var.  | Rennen x–x                                 | 14. im Endklassement                           |                                                                       |
| 1965 | Bondurant, Bob         | Vereinigte Staaten     | Ferrari 158                                                           | var.  | 1 Rennen (ITA / Ersatz für Surtees)        |                                                |                                                                       |
| 1965 | Vaccarella, Nino       | Italien                | Ferrari 158                                                           | var.  | 1 Rennen                                   |                                                |                                                                       |
| 1966 | Surtees, John          | Vereinigtes Königreich | Ferrari 312F1                                                         | var.  | Rennen 1–8                                 | 2. im Endklassement                            | (inkl. Einsätze für Cooper)                                           |
| 1966 | Bandini, Lorenzo       | Italien                | Ferrari 312F1                                                         | var.  | Rennen 1–3, 4–7                            | 9. im Endklassement                            |                                                                       |
| 1966 | Scarfiotti, Ludovico   | Italien                | Ferrari 312F1                                                         | var.  | Rennen 6–7                                 | 10. im Endklassement                           |                                                                       |
| 1966 | Bondurant, Bob         | Vereinigte Staaten     | Ferrari 312F1                                                         | var.  |                                            | 14. im Endklassement                           | 4. in Monaco (checken!)                                               |
| 1967 | Amon, Chris            | Neuseeland             | Ferrari 312F1                                                         | var.  |                                            | 5. im Endklassement                            |                                                                       |
| 1967 | Parkes, Mike           | Vereinigtes Königreich | Ferrari 312F1                                                         | var.  |                                            | 18. im Endklassement                           |                                                                       |
| 1967 | Scarfiotti, Ludovico   | Italien                | Ferrari 312F1                                                         | var.  |                                            | 20. im Endklassement                           |                                                                       |
| 1967 | Williams, Jonathan     | Vereinigtes Königreich | Ferrari 312F1                                                         | var.  |                                            |                                                |                                                                       |
| 1968 | Ickx, Jacky            | Belgien                | Ferrari 312F1                                                         | var.  |                                            | 4. im Endklassement                            |                                                                       |
| 1968 | Amon, Chris            | Neuseeland             | Ferrari 312F1                                                         | var.  |                                            | 10. im Endklassement                           |                                                                       |
| 1968 | Bell, Derek            | Vereinigtes Königreich | Ferrari 312F1                                                         | var.  | 2 Rennen (ITA/USA)                         | – im Endklassement (0 Pt)                      |                                                                       |
| 1968 | de Adamich, Andrea     | Italien                | Ferrari 312F1                                                         | var.  | 1 Rennen (RSA)                             |                                                |                                                                       |
| 1969 | Amon, Chris            | Neuseeland             | Ferrari 312F1                                                         | var.  |                                            | 12. im Endklassement                           |                                                                       |
| 1969 | Rodriguez, Pedro       | Mexiko                 | Ferrari 312F1                                                         | var.  |                                            | 14. im Endklassement                           |                                                                       |
| 1970 | Ickx, Jacky            | Belgien                | Ferrari 312B                                                          | var.  | Rennen 1–13                                | 2. im Endklassement                            |                                                                       |
| 1970 | Giunti, Ignazio        | Italien                | Ferrari 312B                                                          | var.  | Rennen 4, 6, 9–10                          | 17. im Endklassement                           |                                                                       |
| 1970 | Regazzoni, Clay        | Schweiz                | Ferrari 312B                                                          | var.  | Rennen 5, 7–13                             | 3. im Endklassement                            |                                                                       |
| 1971 | Ickx, Jacky            | Belgien                | Ferrari 312B Ferrari 312B2                                            | var.  |                                            | 4. im Endklassement                            |                                                                       |
| 1971 | Regazzoni, Clay        | Schweiz                | Ferrari 312B Ferrari 312B2                                            | var.  |                                            | 7. im Endklassement                            | Bei Karriereende 73 Rennen für Ferrari                                |
| 1971 | Andretti, Mario        | Vereinigte Staaten     | Ferrari 312B Ferrari 312B2                                            | var.  |                                            | 8. im Endklassement                            |                                                                       |
| 1972 | Ickx, Jacky            | Belgien                | Ferrari 312B2                                                         | var.  |                                            | 4. im Endklassement                            |                                                                       |
| 1972 | Andretti, Mario        | Vereinigte Staaten     | Ferrari 312B2                                                         | var.  |                                            | 12. im Endklassement                           |                                                                       |
| 1972 | Regazzoni, Clay        | Schweiz                | Ferrari 312B2                                                         | var.  |                                            | 7. im Endklassement                            |                                                                       |
| 1972 | Galli, Nanni           | Italien                | Ferrari 312B2                                                         | var.  | 1 Rennen (FRA) / Ersatz für Regazzoni      | – im Endklassement (0 Pt)                      |                                                                       |
| 1973 | Ickx, Jacky            | Belgien                | Ferrari 312B2                                                         | var.  |                                            | 9. (inkl. Einsätze für McLaren und Iso)        |                                                                       |
| 1973 | Merzario, Arturo       | Italien                | Ferrari 312B2                                                         | var.  |                                            | 12. im Endklassement                           |                                                                       |
| 1974 | Regazzoni, Clay        | Schweiz                | Ferrari 312B3                                                         | 11    | Rennen 1–15                                | 2. im Endklassement                            |                                                                       |
| 1974 | Lauda, Niki            | Österreich             | Ferrari 312B3                                                         | 12    | Rennen 1–15                                | 4. im Endklassement                            | Bei Karriereende 57 Rennen für Ferrari                                |
| 1975 | Regazzoni, Clay        | Schweiz                | Ferrari 312B3 Ferrari 312T                                            | 11    | Rennen 1–14                                | 5. im Endklassement                            |                                                                       |
| 1975 | Lauda, Niki            | Österreich             | Ferrari 312B3 Ferrari 312T                                            | 12    | Rennen 1–14                                | Weltmeister                                    |                                                                       |
| 1976 | Lauda, Niki            | Österreich             | Ferrari 312T Ferrari 312T2                                            | 1     | Rennen 1–16                                | Vizeweltmeister                                |                                                                       |
| 1976 | Regazzoni, Clay        | Schweiz                | Ferrari 312T Ferrari 312T2                                            | 2     | Rennen 1–16                                | 5. im Endklassement                            |                                                                       |
| 1977 | Lauda, Niki            | Österreich             | Ferrari 312T2                                                         | 11    | Rennen 1–15                                | Weltmeister                                    | startete nicht in Spanien / trat in CAN und JPN nicht an              |
| 1977 | Reutemann, Carlos      | Argentinien            | Ferrari 312T2                                                         | 12    | Rennen 1–17                                | 4. im Endklassement                            | Bei Karriereende 34 Rennen für Ferrari                                |
| 1977 | Villeneuve, Gilles     | Kanada                 | Ferrari 312T2                                                         | 11/21 | Rennen 16–17                               | – im Endklassement (0 Pt)                      | Ersatz f. Lauda                                                       |
| 1978 | Reutemann, Carlos      | Argentinien            | Ferrari 312T2 Ferrari 312T3                                           | 11    | Rennen 1–16                                | 3. im Endklassement                            |                                                                       |
| 1978 | Villeneuve, Gilles     | Kanada                 | Ferrari 312T2 Ferrari 312T3                                           | 12    | Rennen 1–16                                | 9. im Endklassement                            |                                                                       |
| 1979 | Scheckter, Jody        | Südafrika              | Ferrari 312T3 Ferrari 312T4                                           | 11    | Rennen 1–15                                | Weltmeister                                    |                                                                       |
| 1979 | Villeneuve, Gilles     | Kanada                 | Ferrari 312T3 Ferrari 312T4                                           | 12    | Rennen 1–15                                | Vizeweltmeister                                |                                                                       |
| 1980 | Scheckter, Jody        | Südafrika              | Ferrari 312T5                                                         | 1     | Rennen 1–14                                | 19. im Endklassement                           |                                                                       |
| 1980 | Villeneuve, Gilles     | Kanada                 | Ferrari 312T5                                                         | 2     | Rennen 1–14                                | 14. im Endklassement                           |                                                                       |
| 1981 | Villeneuve, Gilles     | Kanada                 | Ferrari 126CK                                                         | 27    | Rennen 1–15                                | 7. im Endklassement                            |                                                                       |
| 1981 | Pironi, Didier         | Frankreich             | Ferrari 126CK                                                         | 28    | Rennen 1–15                                | 13. im Endklassement                           |                                                                       |
| 1982 | Villeneuve, Gilles     | Kanada                 | Ferrari 126C2                                                         | 27    | Rennen 1–5                                 | 16. im Endklassement (postum)                  |                                                                       |
| 1982 | Tambay, Patrick        | Frankreich             | Ferrari 126C2                                                         | 27    | Rennen 9–16                                | 7. im Endklassement                            |                                                                       |
| 1982 | Pironi, Didier         | Frankreich             | Ferrari 126C2                                                         | 28    | Rennen 1–12                                | 2. im Endklassement                            |                                                                       |
| 1982 | Andretti, Mario        | Vereinigte Staaten     | Ferrari 126C2                                                         | 28    | Rennen 15–16                               | 19. im Endklassement                           |                                                                       |
| 1983 | Tambay, Patrick        | Frankreich             | Ferrari 126C2B Ferrari 126C3                                          | 27    | Rennen 1–15                                | 4. im Endklassement                            |                                                                       |
| 1983 | Arnoux, René           | Frankreich             | Ferrari 126C2B Ferrari 126C3                                          | 28    | Rennen 1–15                                | 3. im Endklassement                            | Bei Karriereende 32 Rennen für Ferrari                                |
| 1984 | Alboreto, Michele      | Italien                | Ferrari 126C4                                                         | 27    | Rennen 1–16                                | 4. im Endklassement                            | Bei Karriereende 80 Rennen für Ferrari                                |
| 1984 | Arnoux, René           | Frankreich             | Ferrari 126C4                                                         | 27    | Rennen 1–16                                | 6. im Endklassement                            |                                                                       |
| 1985 | Alboreto, Michele      | Italien                | Ferrari 156/85                                                        | 27    | Rennen 1–16                                | Vizeweltmeister                                |                                                                       |
| 1985 | Arnoux, René           | Frankreich             | Ferrari 156/85                                                        | 28    | Rennen 1                                   | 18. im Endklassement                           |                                                                       |
| 1985 | Johansson, Stefan      | Schweden               | Ferrari 156/85                                                        | 28    | Rennen 2–16                                | 7. im Endklassement                            |                                                                       |
| 1986 | Alboreto, Michele      | Italien                | Ferrari F1/86                                                         | 27    | Rennen 1–16                                | 9. im Endklassement                            |                                                                       |
| 1986 | Johansson, Stefan      | Schweden               | Ferrari F1/86                                                         | 28    | Rennen 1–16                                | 5. im Endklassement                            |                                                                       |
| 1987 | Alboreto, Michele      | Italien                | Ferrari F1/87                                                         | 27    | Rennen 1–16                                | 7. im Endklassement                            |                                                                       |
| 1987 | Berger, Gerhard        | Österreich             | Ferrari F1/87                                                         | 28    | Rennen 1–16                                | 5. im Endklassement                            | Bei Karriereende 96 Rennen für Ferrari                                |
| 1988 | Alboreto, Michele      | Italien                | Ferrari F1-87/88C                                                     | 27    | Rennen 1–16                                | 3. im Endklassement                            |                                                                       |
| 1988 | Berger, Gerhard        | Österreich             | Ferrari F1-87/88C                                                     | 28    | Rennen 1–16                                | 5. im Endklassement                            |                                                                       |
| 1988 | Benuzzi, Dario         | Italien                | Ferrari F1-87/88C                                                     | --    | Test- und Ersatzfahrer                     |                                                |                                                                       |
| 1988 | Morbidelli, Gianni     | Italien                | Ferrari F1-87/88C                                                     | --    | Test- und Ersatzfahrer                     |                                                |                                                                       |
| 1988 | Moreno, Roberto        | Brasilien              | Ferrari F1-87/88C                                                     | --    | Test- und Ersatzfahrer                     |                                                |                                                                       |
| 1989 | Mansell, Nigel         | Vereinigtes Königreich | Ferrari 640                                                           | 27    | Rennen 1–13, 15–16                         | 4. im Endklassement                            | Bei Karriereende 31 Rennen für Ferrari                                |
| 1989 | Berger, Gerhard        | Österreich             | Ferrari 640                                                           | 28    | Rennen 1–2, 4–16                           | 7. im Endklassement                            |                                                                       |
| 1989 | Letho, JJ              | Finnland               | Ferrari 640                                                           | --    | Test- und Ersatzfahrer                     |                                                |                                                                       |
| 1989 | Morbidelli, Gianni     | Italien                | Ferrari 640                                                           | --    | Test- und Ersatzfahrer                     |                                                |                                                                       |
| 1989 | Moreno, Roberto        | Brasilien              | Ferrari 640                                                           | --    | Test- und Ersatzfahrer                     |                                                |                                                                       |
| 1990 | Prost, Alain           | Frankreich             | Ferrari 641                                                           | 1     | Rennen 1–16                                | Vizeweltmeister                                | Bei Karriereende 30 Rennen für Ferrari                                |
| 1990 | Mansell, Nigel         | Vereinigtes Königreich | Ferrari 641                                                           | 2     | Rennen 1–16                                | 5. im Endklassement                            |                                                                       |
| 1990 | Morbidelli, Gianni     | Italien                | Ferrari 641                                                           | --    | Test- und Ersatzfahrer                     |                                                | Renneinsätze bei BMS und Minardi                                      |
| 1991 | Prost, Alain           | Frankreich             | Ferrari 642 Ferrari 643                                               | 27    | Rennen 1–16                                | 5. im Endklassement                            |                                                                       |
| 1991 | Morbidelli, Gianni     | Italien                | Ferrari 642 Ferrari 643                                               | 27    | Test- und Ersatzfahrer / Einsatz Rennen 16 | 24. im Endklassement                           |                                                                       |
| 1991 | Alesi, Jean            | Frankreich             | Ferrari 642 Ferrari 643                                               | 28    | Rennen 1–16                                | 7. im Endklassement                            | Bei Karriereende 79 Rennen für Ferrari                                |
| 1991 | Benuzzi, Dario         | Italien                | Ferrari 642 Ferrari 643                                               | --    | Test- und Ersatzfahrer                     |                                                |                                                                       |
| 1991 | Montermini, Andrea     | Italien                | Ferrari 642 Ferrari 643                                               | --    | Test- und Ersatzfahrer                     |                                                |                                                                       |
| 1992 | Alesi, Jean            | Frankreich             | Ferrari F92A Ferrari F92AT                                            | 27    | Rennen 1–16                                | 7. im Endklassement                            |                                                                       |
| 1992 | Capelli, Ivan          | Italien                | Ferrari F92A Ferrari F92AT                                            | 28    | Rennen 1–14                                | 13. im Endklassement                           |                                                                       |
| 1992 | Larini, Nicola         | Italien                | Ferrari F92A Ferrari F92AT                                            | 28    | Rennen 15–16                               | – im Endklassement (0 Pt)                      |                                                                       |
| 1992 | Morbidelli, Gianni     | Italien                | Ferrari F92A Ferrari F92AT                                            | --    | Test- und Ersatzfahrer                     |                                                | Renneinsätze Minardi                                                  |
| 1993 | Alesi, Jean            | Frankreich             | Ferrari F93A                                                          | 27    | Rennen 1–16                                | 6. im Endklassement                            |                                                                       |
| 1993 | Berger, Gerhard        | Österreich             | Ferrari F93A                                                          | 28    | Rennen 1–16                                | 8. im Endklassement                            |                                                                       |
| 1993 | Larini, Nicola         | Italien                | Ferrari F93A                                                          | --    | Test- und Ersatzfahrer                     |                                                |                                                                       |
| 1993 | Morbidelli, Gianni     | Italien                | Ferrari F93A                                                          | --    | Test- und Ersatzfahrer                     |                                                |                                                                       |
| 1994 | Alesi, Jean            | Frankreich             | Ferrari F93A                                                          | 27    | Rennen 1, 4–16                             | 5. im Endklassement                            |                                                                       |
| 1994 | Larini, Nicola         | Italien                | Ferrari F93A                                                          | 27    | Test- und Ersatzfahrer / Rennen 2–3        | 14. im Endklassement                           |                                                                       |
| 1994 | Berger, Gerhard        | Österreich             | Ferrari F93A                                                          | 28    | Rennen 1–16                                | 3. im Endklassement                            |                                                                       |
| 1995 | Alesi, Jean            | Frankreich             | Ferrari 412T2                                                         | 27    | Rennen 1–17                                | 5. im Endklassement                            |                                                                       |
| 1995 | Berger, Gerhard        | Österreich             | Ferrari 412T2                                                         | 28    | Rennen 1–17                                | 6. im Endklassement                            |                                                                       |
| 1995 | Larini, Nicola         | Italien                | Ferrari 412T2                                                         | --    | Test- und Ersatzfahrer                     |                                                |                                                                       |
| 1996 | Schumacher, Michael    | Deutschland            | Ferrari F310                                                          | 1     | Rennen 1–16                                | 3. im Endklassement                            | Bei Karriereende 180 Rennen für Ferrari                               |
| 1996 | Irvine, Eddie          | Vereinigtes Königreich | Ferrari F310                                                          | 2     | Rennen 1–16                                | 10. im Endklassement                           | Bei Karriereende 65 Rennen für Ferrari                                |
| 1996 | Larini, Nicola         | Italien                | Ferrari F310                                                          | --    | Test- und Ersatzfahrer                     |                                                |                                                                       |
| 1997 | Schumacher, Michael    | Deutschland            | Ferrari F310B                                                         | 5     | Rennen 1–17                                | – im Endklassement (0 Pt)                      | aus der Wertung genommen                                              |
| 1997 | Irvine, Eddie          | Vereinigtes Königreich | Ferrari F310B                                                         | 6     | Rennen 1–17                                | 7. im Endklassement                            |                                                                       |
| 1997 | Morbidelli, Gianni     | Italien                | Ferrari F310B                                                         | --    | Test- und Ersatzfahrer                     |                                                |                                                                       |
| 1997 | Larini, Nicola         | Italien                | Ferrari F310B                                                         | --    | Test- und Ersatzfahrer                     |                                                |                                                                       |
| 1998 | Schumacher, Michael    | Deutschland            | Ferrari F300                                                          | 3     | Rennen 1–16                                | 2. im Endklassement                            |                                                                       |
| 1998 | Irvine, Eddie          | Vereinigtes Königreich | Ferrari F300                                                          | 4     | Rennen 1–16                                | 4. im Endklassement                            |                                                                       |
| 1998 | Badoer, Luca           | Italien                | Ferrari F300                                                          | --    | Test- und Ersatzfahrer                     |                                                |                                                                       |
| 1999 | Schumacher, Michael    | Deutschland            | Ferrari F399                                                          | 3     | Rennen 1–8, 15, 16                         | 5. im Endklassement                            |                                                                       |
| 1999 | Salo, Mika             | Finnland               | Ferrari F399                                                          | 3     | Rennen 9–14                                | 10. im Endklassement                           | (inkl. Einsätze für BAR)                                              |
| 1999 | Irvine, Eddie          | Vereinigtes Königreich | Ferrari F399                                                          | 4     | Rennen 1–16                                | 2. im Endklassement                            |                                                                       |
| 1999 | Badoer, Luca           | Italien                | Ferrari F399                                                          | --    | Test- und Ersatzfahrer                     |                                                |                                                                       |
| 2000 | Schumacher, Michael    | Deutschland            | Ferrari F1-2000                                                       | 3     | Rennen 1–17                                | Weltmeister                                    |                                                                       |
| 2000 | Barrichello, Rubens    | Brasilien              | Ferrari F1-2000                                                       | 4     | Rennen 1–17                                | 4. im Endklassement                            | Bei Karriereende 102 Rennen für Ferrari                               |
| 2000 | Badoer, Luca           | Italien                | Ferrari F1-2000                                                       | --    | Test- und Ersatzfahrer                     |                                                |                                                                       |
| 2001 | Schumacher, Michael    | Deutschland            | Ferrari F2001                                                         | 1     | Rennen 1–17                                | Weltmeister                                    |                                                                       |
| 2001 | Barrichello, Rubens    | Brasilien              | Ferrari F2001                                                         | 2     | Rennen 1–17                                | 3. im Endklassement                            |                                                                       |
| 2001 | Badoer, Luca           | Italien                | Ferrari F2001                                                         | --    | Test- und Ersatzfahrer                     |                                                |                                                                       |
| 2002 | Schumacher, Michael    | Deutschland            | Ferrari F2001B Ferrari F2002                                          | 1     | Rennen 1–17                                | Weltmeister                                    |                                                                       |
| 2002 | Barrichello, Rubens    | Brasilien              | Ferrari F2001B Ferrari F2002                                          | 2     | Rennen 1–17                                | 2. im Endklassement                            |                                                                       |
| 2002 | Badoer, Luca           | Italien                | Ferrari F2001B Ferrari F2002                                          | --    | Test- und Ersatzfahrer                     |                                                |                                                                       |
| 2002 | Burti, Luciano         | Brasilien              | Ferrari F2001B Ferrari F2002                                          | --    | Test- und Ersatzfahrer                     |                                                |                                                                       |
| 2003 | Schumacher, Michael    | Deutschland            | Ferrari F2002 Ferrari F2003-GA                                        | 1     | Rennen 1–16                                | Weltmeister                                    |                                                                       |
| 2003 | Barrichello, Rubens    | Brasilien              | Ferrari F2002 Ferrari F2003-GA                                        | 2     | Rennen 1–16                                | 4. im Endklassement                            |                                                                       |
| 2003 | Badoer, Luca           | Italien                | Ferrari F2002 Ferrari F2003-GA                                        | --    | Test- und Ersatzfahrer                     |                                                |                                                                       |
| 2003 | Massa, Felipe          | Brasilien              | Ferrari F2002 Ferrari F2003-GA                                        | --    | Test- und Ersatzfahrer                     |                                                | Bei Karriereende 139 Rennen für Ferrari                               |
| 2004 | Schumacher, Michael    | Deutschland            | Ferrari F2004                                                         | 1     | Rennen 1–18                                | Weltmeister                                    |                                                                       |
| 2004 | Barrichello, Rubens    | Brasilien              | Ferrari F2004                                                         | 2     | Rennen 1–18                                | 2. im Endklassement                            |                                                                       |
| 2004 | Badoer, Luca           | Italien                | Ferrari F2004                                                         | --    | Test- und Ersatzfahrer                     |                                                |                                                                       |
| 2004 | Burti, Luciano         | Brasilien              | Ferrari F2004                                                         | --    | Test- und Ersatzfahrer                     |                                                |                                                                       |
| 2005 | Schumacher, Michael    | Deutschland            | Ferrari F2004 Ferrari F2005                                           | 1     | Rennen 1–19                                | 3. im Endklassement                            |                                                                       |
| 2005 | Barrichello, Rubens    | Brasilien              | Ferrari F2004 Ferrari F2005                                           | 2     | Rennen 1–19                                | 8. im Endklassement                            |                                                                       |
| 2005 | Badoer, Luca           | Italien                | Ferrari F2004 Ferrari F2005                                           | --    | Test- und Ersatzfahrer                     |                                                |                                                                       |
| 2005 | Gené, Marc             | Spanien                | Ferrari F2004 Ferrari F2005                                           | --    | Test- und Ersatzfahrer                     |                                                |                                                                       |
| 2006 | Schumacher, Michael    | Deutschland            | Ferrari 248 F1                                                        | 5     | Rennen 1–18                                | 2. im Endklassement                            |                                                                       |
| 2006 | Massa, Felipe          | Brasilien              | Ferrari 248 F1                                                        | 6     | Rennen 1–18                                | 3. im Endklassement                            |                                                                       |
| 2006 | Badoer, Luca           | Italien                | Ferrari 248 F1                                                        | --    | Test- und Ersatzfahrer                     |                                                |                                                                       |
| 2006 | Gené, Marc             | Spanien                | Ferrari 248 F1                                                        | --    | Test- und Ersatzfahrer                     |                                                |                                                                       |
| 2007 | Massa, Felipe          | Brasilien              | Ferrari F2007                                                         | 5     | Rennen 1–17                                | 4. im Endklassement                            |                                                                       |
| 2007 | Räikkönen, Kimi        | Finnland               | Ferrari F2007                                                         | 6     | Rennen 1–17                                | Weltmeister                                    |                                                                       |
| 2007 | Badoer, Luca           | Italien                | Ferrari F2007                                                         | --    | Test- und Ersatzfahrer                     |                                                |                                                                       |
| 2007 | Gené, Marc             | Spanien                | Ferrari F2007                                                         | --    | Test- und Ersatzfahrer                     |                                                |                                                                       |
| 2008 | Räikkönen, Kimi        | Finnland               | Ferrari F2008                                                         | 1     | Rennen 1–18                                | 3. im Endklassement                            |                                                                       |
| 2008 | Massa, Felipe          | Brasilien              | Ferrari F2008                                                         | 2     | Rennen 1–18                                | 2. im Endklassement                            |                                                                       |
| 2008 | Badoer, Luca           | Italien                | Ferrari F2008                                                         | --    | Test- und Ersatzfahrer                     |                                                |                                                                       |
| 2008 | Gené, Marc             | Spanien                | Ferrari F2008                                                         | --    | Test- und Ersatzfahrer                     |                                                |                                                                       |
| 2009 | Massa, Felipe          | Brasilien              | Ferrari F60                                                           | 3     | Rennen 1–10                                | 11. im Endklassement                           |                                                                       |
| 2009 | Badoer, Luca           | Italien                | Ferrari F60                                                           | 3     | Test- und Ersatzfahrer / Rennen 11–12      | 25. im Endklassement                           |                                                                       |
| 2009 | Fisichella, Giancarlo  | Italien                | Ferrari F60                                                           | 3     | Rennen 13–17                               | 15. im Endklassement                           |                                                                       |
| 2009 | Räikkönen, Kimi        | Finnland               | Ferrari F60                                                           | 4     | Rennen 1–17                                | 6. im Endklassement                            |                                                                       |
| 2009 | Bertolini, Andrea      | Italien                | Ferrari F60                                                           | --    | Test- und Ersatzfahrer                     |                                                |                                                                       |
| 2009 | Bianchi, Jules         | Frankreich             | Ferrari F60                                                           | --    | Test- und Ersatzfahrer                     |                                                |                                                                       |
| 2009 | Gené, Marc             | Spanien                | Ferrari F60                                                           | --    | Test- und Ersatzfahrer                     |                                                |                                                                       |
| 2010 | Massa, Felipe          | Brasilien              | Ferrari F10                                                           | 7     | Rennen 1–19                                | 6. im Endklassement                            |                                                                       |
| 2010 | Alonso, Fernando       | Spanien                | Ferrari F10                                                           | 8     | Rennen 1–19                                | 2. im Endklassement                            | Bei Karriereende 96 Rennen für Ferrari                                |
| 2010 | Badoer, Luca           | Italien                | Ferrari F10                                                           | --    | Test- und Ersatzfahrer                     |                                                |                                                                       |
| 2010 | Bianchi, Jules         | Frankreich             | Ferrari F10                                                           | --    | Test- und Ersatzfahrer                     |                                                |                                                                       |
| 2010 | Fisichella, Giancarlo  | Italien                | Ferrari F10                                                           | --    | Test- und Ersatzfahrer                     |                                                |                                                                       |
| 2010 | Gené, Marc             | Spanien                | Ferrari F10                                                           | --    | Test- und Ersatzfahrer                     |                                                |                                                                       |
| 2011 | Alonso, Fernando       | Spanien                | Ferrari 150º Italia                                                   | 5     | Rennen 1–19                                | 4. im Endklassement                            |                                                                       |
| 2011 | Massa, Felipe          | Brasilien              | Ferrari 150º Italia                                                   | 6     | Rennen 1–19                                | 6. im Endklassement                            |                                                                       |
| 2011 | Bertolini, Andrea      | Italien                | Ferrari 150º Italia                                                   | --    | Test- und Ersatzfahrer                     |                                                |                                                                       |
| 2011 | Bianchi, Jules         | Frankreich             | Ferrari 150º Italia                                                   | --    | Test- und Ersatzfahrer                     |                                                |                                                                       |
| 2011 | Fisichella, Giancarlo  | Italien                | Ferrari 150º Italia                                                   | --    | Test- und Ersatzfahrer                     |                                                |                                                                       |
| 2011 | Gené, Marc             | Spanien                | Ferrari 150º Italia                                                   | --    | Test- und Ersatzfahrer                     |                                                |                                                                       |
| 2011 | Rigon, Davide          | Italien                | Ferrari 150º Italia                                                   | --    | Test- und Ersatzfahrer                     |                                                |                                                                       |
| 2012 | Alonso, Fernando       | Spanien                | Ferrari F2012                                                         | 5     | Rennen 1–20                                | 2. im Endklassement                            |                                                                       |
| 2012 | Massa, Felipe          | Brasilien              | Ferrari F2012                                                         | 6     | Rennen 1–20                                | 7. im Endklassement                            |                                                                       |
| 2012 | Beretta, Olivier       | Monaco                 | Ferrari F2012                                                         | --    | Test- und Ersatzfahrer                     |                                                |                                                                       |
| 2012 | Bertolini, Andrea      | Italien                | Ferrari F2012                                                         | --    | Test- und Ersatzfahrer                     |                                                |                                                                       |
| 2012 | Bianchi, Jules         | Frankreich             | Ferrari F2012                                                         | --    | Test- und Ersatzfahrer                     |                                                |                                                                       |
| 2012 | Bruni, Gianmaria       | Italien                | Ferrari F2012                                                         | --    | Test- und Ersatzfahrer                     |                                                |                                                                       |
| 2012 | Fisichella, Giancarlo  | Italien                | Ferrari F2012                                                         | --    | Test- und Ersatzfahrer                     |                                                |                                                                       |
| 2012 | Gené, Marc             | Spanien                | Ferrari F2012                                                         | --    | Test- und Ersatzfahrer                     |                                                |                                                                       |
| 2012 | Rigon, Davide          | Italien                | Ferrari F2012                                                         | --    | Test- und Ersatzfahrer                     |                                                |                                                                       |
| 2013 | Alonso, Fernando       | Spanien                | Ferrari F138                                                          | 3     | Rennen 1–19                                | 2. im Endklassement                            |                                                                       |
| 2013 | Massa, Felipe          | Brasilien              | Ferrari F138                                                          | 4     | Rennen 1–19                                | 8. im Endklassement                            |                                                                       |
| 2013 | Bianchi, Jules         | Frankreich             | Ferrari F138                                                          | --    | Test- und Ersatzfahrer                     |                                                |                                                                       |
| 2013 | Gené, Marc             | Spanien                | Ferrari F138                                                          | --    | Test- und Ersatzfahrer                     |                                                |                                                                       |
| 2013 | Rigon, Davide          | Italien                | Ferrari F138                                                          | --    | Test- und Ersatzfahrer                     |                                                |                                                                       |
| 2013 | de la Rosa, Pedro      | Spanien                | Ferrari F138                                                          | --    | Test- und Ersatzfahrer                     |                                                |                                                                       |
| 2014 | Alonso, Fernando       | Spanien                | Ferrari F14 T                                                         | 14    | Rennen 1–19                                | 6. im Endklassement                            |                                                                       |
| 2014 | Räikkönen, Kimi        | Finnland               | Ferrari F14 T                                                         | 7     | Rennen 1–19                                | 12. im Endklassement                           |                                                                       |
| 2014 | Bianchi, Jules         | Frankreich             | Ferrari F14 T                                                         | --    | Test- und Ersatzfahrer                     |                                                | mindestens ein offizieller Testtag                                    |
| 2014 | Gené, Marc             | Spanien                | Ferrari F14 T                                                         | --    | Test- und Ersatzfahrer                     |                                                |                                                                       |
| 2014 | Rigon, Davide          | Italien                | Ferrari F14 T                                                         | --    | Test- und Ersatzfahrer                     |                                                |                                                                       |
| 2014 | Marciello, Raffaele    | Italien                | Ferrari F14 T                                                         | --    | Test- und Ersatzfahrer                     |                                                |                                                                       |
| 2014 | de la Rosa, Pedro      | Spanien                | Ferrari F14 T                                                         | --    | Test- und Ersatzfahrer                     |                                                |                                                                       |
| 2015 | Vettel, Sebastian      | Deutschland            | Ferrari SF15-T                                                        | 5     | Rennen 1–19                                | 3. im Endklassement                            |                                                                       |
| 2015 | Räikkönen, Kimi        | Finnland               | Ferrari SF15-T                                                        | 7     | Rennen 1–19                                | 4. im Endklassement                            |                                                                       |
| 2015 | Gené, Marc             | Spanien                | Ferrari SF15-T                                                        | --    | Test- und Ersatzfahrer                     |                                                |                                                                       |
| 2015 | Gutiérrez, Esteban     | Mexiko                 | Ferrari SF15-T                                                        | --    | Test- und Ersatzfahrer                     |                                                |                                                                       |
| 2015 | Rigon, Davide          | Italien                | Ferrari SF15-T                                                        | --    | Test- und Ersatzfahrer                     |                                                |                                                                       |
| 2015 | Vergne, Jean-Éric      | Frankreich             | Ferrari SF15-T                                                        | --    | Test- und Ersatzfahrer                     |                                                |                                                                       |
| 2016 | Vettel, Sebastian      | Deutschland            | Ferrari SF16-H                                                        | 5     | Rennen 1–21                                | 4. im Endklassement                            |                                                                       |
| 2016 | Räikkönen, Kimi        | Finnland               | Ferrari SF16-H                                                        | 7     | Rennen 1–21                                | 6. im Endklassement                            |                                                                       |
| 2016 | Gené, Marc             | Spanien                | Ferrari SF16-H                                                        | --    | Test- und Ersatzfahrer                     |                                                |                                                                       |
| 2016 | Rigon, Davide          | Italien                | Ferrari SF16-H                                                        | --    | Test- und Ersatzfahrer                     |                                                |                                                                       |
| 2016 | Vergne, Jean-Éric      | Frankreich             | Ferrari SF16-H                                                        | --    | Test- und Ersatzfahrer                     |                                                |                                                                       |
| 2017 | Vettel, Sebastian      | Deutschland            | Ferrari SF70H                                                         | 5     | Rennen 1–20                                | 2. im Endklassement                            |                                                                       |
| 2017 | Räikkönen, Kimi        | Finnland               | Ferrari SF70H                                                         | 7     | Rennen 1–20                                | 4. im Endklassement                            |                                                                       |
| 2017 | Leclerc, Charles       | Monaco                 | Ferrari SF70H                                                         | --    | Test- und Ersatzfahrer                     |                                                |                                                                       |
| 2017 | Giovinazzi, Antonio    | Italien                | Ferrari SF70H                                                         | --    | Test- und Ersatzfahrer                     |                                                |                                                                       |
| 2018 | Vettel, Sebastian      | Deutschland            | Ferrari SF71H                                                         | 5     | Rennen 1–21                                | 2. im Endklassement                            |                                                                       |
| 2018 | Räikkönen, Kimi        | Finnland               | Ferrari SF71H                                                         | 7     | Rennen 1–21                                | 3. im Endklassement                            |                                                                       |
| 2018 | Kwjat, Daniil          | Russland               | Ferrari SF71H                                                         | --    | Test- und Ersatzfahrer                     |                                                |                                                                       |
| 2019 | Vettel, Sebastian      | Deutschland            | Ferrari SF90                                                          | 5     | Rennen 1–21                                | 5. im Endklassement                            |                                                                       |
| 2019 | Leclerc, Charles       | Monaco                 | Ferrari SF90                                                          | 16    | Rennen 1–21                                | 4. im Endklassement                            |                                                                       |
| 2019 | Fuoco, Antonio         | Italien                | Ferrari SF90                                                          | --    | Test- und Ersatzfahrer                     |                                                |                                                                       |
| 2019 | Giovinazzi, Antonio    | Italien                | Ferrari SF90                                                          | --    | Test- und Ersatzfahrer                     |                                                |                                                                       |
| 2019 | Hartley, Brendon       | Neuseeland             | Ferrari SF90                                                          | --    | Test- und Ersatzfahrer                     |                                                |                                                                       |
| 2019 | Rigon, Davide          | Italien                | Ferrari SF90                                                          | --    | Test- und Ersatzfahrer                     |                                                |                                                                       |
| 2019 | Schumacher, Mick       | Deutschland            | Ferrari SF90                                                          | --    | Test- und Ersatzfahrer                     |                                                |                                                                       |
| 2019 | Wehrlein, Pascal       | Deutschland            | Ferrari SF90                                                          | --    | Test- und Ersatzfahrer                     |                                                |                                                                       |
| 2020 | Vettel, Sebastian      | Deutschland            | Ferrari SF1000                                                        | 5     |                                            |                                                |                                                                       |
| 2020 | Leclerc, Charles       | Monaco                 | Ferrari SF1000                                                        | 16    |                                            |                                                |                                                                       |
| 2020 | Wehrlein, Pascal       | Deutschland            | Ferrari SF1000                                                        | --    | Test- und Ersatzfahrer                     |                                                | „Simulatorfahrer“                                                     |
| 2020 | Hartley, Brendon       | Neuseeland             | Ferrari SF1000                                                        | --    | Test- und Ersatzfahrer                     |                                                |                                                                       |
| 2020 | Rigon, Davide          | Italien                | Ferrari SF1000                                                        | --    | Test- und Ersatzfahrer                     |                                                |                                                                       |
| 2020 | Fuoco, Antonio         | Italien                | Ferrari SF1000                                                        | --    | Test- und Ersatzfahrer                     |                                                | c/o Ferrari Driver Academy                                            |
| 2021 | Leclerc, Charles       | Monaco                 | Ferrari SF21                                                          | 16    | Rennen 1–22                                |                                                |                                                                       |
| 2021 | Sainz, Carlos Jr.      | Spanien                | Ferrari SF21                                                          | 55    | Rennen 1–22                                |                                                |                                                                       |
| 2021 | Ilott, Callum          | Vereinigtes Königreich | Ferrari SF21                                                          | --    | Test- und Ersatzfahrer                     |                                                |                                                                       |
| 2021 | Fuoco, Antonio         | Italien                | Ferrari SF21                                                          | --    | Test- und Ersatzfahrer                     |                                                |                                                                       |
| 2021 | Schwarzman, Robert     | Israel                 | Ferrari SF21                                                          | --    | Test- und Ersatzfahrer                     |                                                |                                                                       |
| 2022 | Leclerc, Charles       | Monaco                 | Ferrari F1-75                                                         | 16    | Rennen 1–23                                | 2. im Endklassement                            |                                                                       |
| 2022 | Sainz, Carlos Jr.      | Spanien                | Ferrari F1-75                                                         | 55    | Rennen 1–23                                | 5. im Endklassement                            |                                                                       |
| 2022 | Giovinazzi, Antonio    | Italien                | Ferrari F1-75                                                         | --    | Test- und Ersatzfahrer                     |                                                |                                                                       |
| 2022 | Schumacher, Mick       | Deutschland            | Ferrari F1-75                                                         | --    | Test- und Ersatzfahrer                     |                                                |                                                                       |
| 2022 | Schwarzman, Robert     | Israel                 | Ferrari F1-75                                                         | --    | Test- und Ersatzfahrer                     |                                                |                                                                       |
| 2023 | Leclerc, Charles       | Monaco                 | Ferrari SF-23                                                         | 16    | Rennen 1–23                                | 5. im Endklassement                            |                                                                       |
| 2023 | Sainz, Carlos Jr.      | Spanien                | Ferrari SF-23                                                         | 55    | Rennen 1–23                                | 7. im Endklassement                            |                                                                       |
| 2023 | Giovinazzi, Antonio    | Italien                | Ferrari SF-23                                                         | --    | Test- und Ersatzfahrer                     |                                                |                                                                       |
| 2023 | Schwarzman, Robert     | Israel                 | Ferrari SF-23                                                         | --    | Test- und Ersatzfahrer                     |                                                | Fahrer absolvierte das vorgegebene Young Driver-Training für das Team |